# 4e gala des prix Félix
 Les Lauréats des prix Félix 1982, artistes québécois œuvrant dans l'industrie de la chanson, ont reçu leurs récompenses à l'occasion du quatrième Gala de l'ADISQ, animé par Yvon Deschamps et qui eut lieu le 3 octobre 1982.

## Interprète masculin de l'année
- Claude Dubois

Autres nommés: Pierre Bertrand, Robert Charlebois, Daniel Lavoie, Peter Pringle.

## Interprète féminine de l'année
- Diane Dufresne

Autres nommés: Chantal Pary, Diane Tell, Fabienne Thibeault, Nanette Workman.

## Révélation de l'année
- Pied de Poule

Autres nommés: Bill, Céline Dion, Peter Pringle, Uzeb.

## Groupe de l'année
- Corbeau

Autres nommés: April Wine, Ballroom Orchestra, Kate et Anna McGarrigle, Uzeb, Voggue.

## Artiste s'étant le plus illustré hors Québec
- April Wine

Autres nommés: Édith Butler, Diane Dufresne, Carole Laure et Lewis Furey, Fabienne Thibeault.

## Chanson de l'année
- Plein de tendresse, de Claude Dubois

Autres nommés: La dernière enfance de Diane Dufresne, Si j'étais magicien de Peter Pringle, Souvent, longtemps, énormément de Diane Tell, Call girl de Nanette Workman.

## Album de l'année
- Sortie Dubois de Claude Dubois

Autres nommés: Ballroom Orchestra de Ballroom Orchestra, Turbulences de Diane Dufresne, Magicien de Peter Pringle, Passe-partout vol. 3 de Passe-partout, Le blues à Fabienne de Fabienne Thibeault.

## Album le plus vendu
- J'suis ton amie de Chantal Pary

## 45 tours le plus vendu
- Call girl de Nanette Workman

## Album (auteur-compositeur-interprète) de l'année
- Sortie Dubois de Claude Dubois

Autres  nommés: Y'a pas deux chansons pareilles de Jean-Pierre Ferland, Aigre-doux, how are you de Daniel Lavoie, Chimères de Diane Tell, Heureux en amour de Robert Charlebois.

## Album pop de l'année
- Turbulences de Diane Dufresne

Autres nommés: J'suis ton amie de Chantal Pary, Magicien de Peter Pringle, Noël avec Nathalie et les petits chanteurs de Granby de Nathalie Simard, Le blues à Fabienne de Fabienne Thibeault.

## Album rock de l'année
- Illégal de Corbeau

Autres nommés: Power Play de April Wine, Bill de Bill, Centre-ville de Garolou, Uzeb de Uzeb.

## Album western de l'année
- Jerry et JoAnne de Jerry et JoAnne

Autres nommés: André Breton de André Breton, Nashville au Québec de Johnny Farago, Hommage à Kenny Rogers de Patrick Norman.

## Microsillon instrumental de l'année
- Hors d'œuvres de François Dompierre

## Album enfants de l'année
- Passe-partout vol 3 de Passe-partout

Autres nommés: Gronigo et Cie de Gronigo et Cie, Le drapeau du bonheur des Satellipopettes, Pop citrouille de Pop citrouille, Ton sourire est mon sourire de Ronald McDonald.

## Album dance de l'année
- Lime 2 de Lime

Autres nommés: Face to face de Gino Socchio, Kaméléon de Kaméléon, Voggue de Voggue.

## Album folklore de l'année
- Le rêve du Diable du Rêve du Diable

## Spectacle de l'année - musique et chansons
- Sortie de Claude Dubois

Autres nommés: Un rendez-vous clandestin de Louise Portal, Joyeux Noël Gustave de Plume Latraverse, Vous avez dû mentir aussi de Carole Laure et Lewis Furey.

## Spectacle de l'année - texte et chansons
- PIed de Poule de Pied de Poule

Autres nommés: C'est tout seul qu'on est l'plus nombreux de Yvon Deschamps, Si je n'étais pas revenu, on ne m'imposerait pas de Marc Favreau.

## Hommage
- Gilles Talbot

## Sources
Gala de l'ADISQ 1982